# Hashtnagar
Hashtnagar (vuit ciutats) és una de les dues comarques que formen el districte de Charsadda a la Província de la Frontera del Nord-oest al Pakistan a uns 15 km a l'est del riu Swat fins al riu Kabul al sud. El nom deriva del persa hasht (vuit) i el sànscrit nagar (ciutat) i es diu així perquè la formen vuit viles. Correspondria a l'antiga Peukelaotis o Pushkalavati, però el general sir Alexander Cunningham pensa que el nom devia ser una corrupció de Hastinagara, la ciutat dels hastis (els astes esmentats per Arrià). Raverty assenyala com nom antic el d'Ashnagar, però no explica el seu origen. La zona pertanyia als shalmanis tadjiks vassalls del sobirà del Principat de Swat, fins que s'hi van establir els yusufzai afganesos sota els quals va formar una extensa província que arribava fins a Kalpani; al segle xvi va esdevenir territori dels muhammadzai que encara hi viuen. La comarca té una superfície d'uns 785 km² i està dividida en dos parts: la shalgira o terres baixes, regades pel riu Swat, i les maira o altiplà, on arriba el canal del riu Swat; prop de la capçalera del canal hi ha el fort d'Abazai. Les vuit ciutats que la formen són Charsadda, Prang, Rajjar, Sherpao, Tangi, Turangzai, Umarzai i Utmanzai.